# Encarsia aonidiae
Encarsia aonidiae är en stekelart som beskrevs av Howard 1896. Encarsia aonidiae ingår i släktet Encarsia och familjen växtlussteklar.
Artens utbredningsområde är Sri Lanka. Inga underarter finns listade i Catalogue of Life.